# Yarnemia
Yarnemia acidiformis
Genre
Espèce
Yarnemia est un genre éteint d'animaux marins découverts dans la péninsule d'Onega en Russie et provisoirement classé dans le sous-embranchement des tuniciers. La seule espèce rattachée au genre est Yarnemia ascidiformis,.

## Datation
Yarnemia ascidiformis est daté de l'Édiacarien, c'est-à-dire d'il y a environ entre 635 et 540 Ma (millions d'années), avec une estimation autour de 555 Ma.

## Étymologie
Le nom de genre Yarnemia vient du village de Yarnema près duquel les premiers fossiles ont été découverts. le nom d'espèce ascidiformis indique sa ressemblance avec les ascidiens (une classe du sous-embranchement des tuniciers).

## Taxonomie
Si Y. ascidiformis ressemble à un tunicier, le plus ancien tunicier clairement identifié, Shankouclava, est daté de 520 Ma (Cambrien inférieur). Il a été  découvert en Chine du sud dans la formation des schistes de Maotianshan.
La confirmation de l'appartenance de Y. ascidiformis au groupe des tuniciers ferait ainsi remonter l'apparition de ce sous-embranchement d'environ 35 Ma.
À noter cependant que deux autres organismes fossiles de l'Édiacarien sont aussi provisoirement considérés comme des tuniciers :
- † Ausia fenestrata
- † Burykhia hunti